# World Organization of the Scout Movement
Die World Organization of the Scout Movement (WOSM) ist eine Weltpfadfinderorganisation, der momentan mehr als 57 Millionen Pfadfinder und Freiwillige in 176 Ländern angehören. Damit ist die WOSM die zweitgrößte Kinder- und Jugendorganisation der Welt. Sie hat auch einen Sitz im Weltkomitee von ISGF/AISG (International Scout and Guide Fellowship), dem Weltverband der Altpfadfinder.
Die WOSM ging aus dem 1920 gegründeten Boy Scouts International Bureau hervor.
Die silberne Lilie auf violettem Grund ist das gemeinsame Zeichen aller Pfadfinder, deren Verbände der WOSM angehören. Das die Lilie umgebende Seil mit dem Kreuzknoten symbolisiert den Zusammenhalt aller Pfadfinder rings um den Erdball.

## Geschichte
1920 wurde auf einer Konferenz während des 1. World Scout Jamboree in Olympia, London, beschlossen, ein internationales Büro für die Boy Scouts einzurichten. Dieses Büro wurde in der Buckingham Palace Road 25 in London eröffnet. Zum ehrenamtlichen Direktor wurde Hubert S. Martin ernannt, der Internationale Kommissar der britischen Boy Scouts Association. Hauptaufgabe des Büros war es, Diskussionen zu koordinieren und eine zweite internationale Konferenz in Paris für das Jahr 1922 vorzubereiten.
Auf der Pariser Konferenz von 1922 wurde die Internationale Konferenz der Pfadfinderbewegung gegründet, zusammen mit einem Komitee, das die Leitung des Büros in London übernahm.
1961 wurde die Organisation neu strukturiert und erhielt den Namen World Organization of the Scout Movement (WOSM). Die frühere Internationale Konferenz der Pfadfinderbewegung wurde zur Weltpfadfinderkonferenz (World Scout Conference), das Internationale Komitee der Boy Scouts wurde zum Weltpfadfinderkomitee (World Scout Committee), und das Internationale Büro der Boy Scouts wurde in das Weltpfadfinderbüro (World Scout Bureau) umbenannt.

## Mitgliedsverbände

Karte der Mitgliedsländer weltweit

Mitgliedsverbände im deutschsprachigen Raum sind:
- in Belgien der Dachverband Guidisme et Scoutisme en Belgique/Gidsen- en Scoutsbeweging in België aus
  - den französischsprachigen Verbänden:
    - Les Scouts – Fédération des Scouts Baden-Powell de Belgique (auch in der deutschsprachigen Gemeinschaft Belgiens tätig: Region Hohe Seen[7])
    - Scouts et Guides Pluralistes de Belgique

  - den niederländischsprachigen Verbänden:
    - Scouts en Gidsen Vlaanderen (SGV)
    - FOS Open Scouting
- in Deutschland der Ring deutscher Pfadfinder*innenverbände aus
  - Bund der Pfadfinder*innen
  - Bund Moslemischer Pfadfinder und Pfadfinderinnen Deutschlands
  - Deutsche Pfadfinder*innenschaft Sankt Georg
  - Verband Christlicher Pfadfinder*innen
- in Liechtenstein die Pfadfinder und Pfadfinderinnen Liechtensteins
- im Großherzogtum Luxemburg der Verband Scouting in Luxembourg aus
  - Fédération Nationale des Eclaireurs et Eclaireuses du Luxembourg (FNEL)
  - Lëtzebuerger Guiden a Scouten
- in Österreich die Pfadfinder und Pfadfinderinnen Österreichs
- in der Schweiz die Pfadibewegung Schweiz
- in Südtirol (Italien) die Federazione Italiana dello Scautismo aus
  - Associazione Guide e Scouts Cattolici Italiani mit der
    - Südtiroler Pfadfinderschaft

  - Corpo Nazionale Giovani Esploratori ed Esploratrici Italiania

## Weltregionen
In der Satzung der WOSM sind die Regionen als freiwillige Zusammenschlüsse der in der jeweiligen Region arbeitenden Pfadfinderverbände vorgesehen. Obwohl also kein Zwang zur Mitarbeit in der entsprechenden Region besteht, haben sich alle Vollmitglieder der WOSM der jeweils zuständigen Region angeschlossen. Zusätzlich gibt es in einigen Regionen assoziierte Mitglieder, die – aus unterschiedlichen Gründen – eine Vollmitgliedschaft nicht erreichen können. Dazu gehören beispielsweise die weitgehend selbstständigen Überseegruppen der französischen und britischen Pfadfinder.
Die Eurasian Region wurde zum 1. Oktober 2023 aufgelöst und die Länder der European Region und der Asia-Pacific Region neu zugeordnet.

## Weltzentrum und Verwaltung
Die WOSM unterhält ein Weltzentrum in der Schweiz: das 1923 errichtete Kandersteg International Scout Centre (KISC).
Der Hauptsitz der Verwaltung der WOSM ist das World Scout Bureau in Kuala Lumpur / Malaysia.